# 馬爾山脈
馬爾山脈（[ˈsɛʁɐ du ˈmaɾ]，葡萄牙語為Sea's ridge或Sea ridge）是一座巴西的山脈和斷崖，位於該國東南部，總長達1500公里。
至今，馬爾山脈是巴西大西洋森林最大的生物迴廊。當地政府與相關機構已展開對當地文化、歷史、資源及研究價值的保護。

## 地理
馬爾山脈散佈於大西洋岸的聖埃斯皮里圖州至南部的聖卡塔琳娜州。馬爾山脈部分的遺址範圍位在塞拉格洛爾，並延伸到東北的南里奧格蘭德州。
主要懸崖是以海平面沿岸和內陸高原間的邊界所構成，海拔高度達500至1300米（約1600至4300英尺）。該懸崖是從巴西東部沿海至薩爾瓦多以南的大陡崖的一部分。

## 山脈

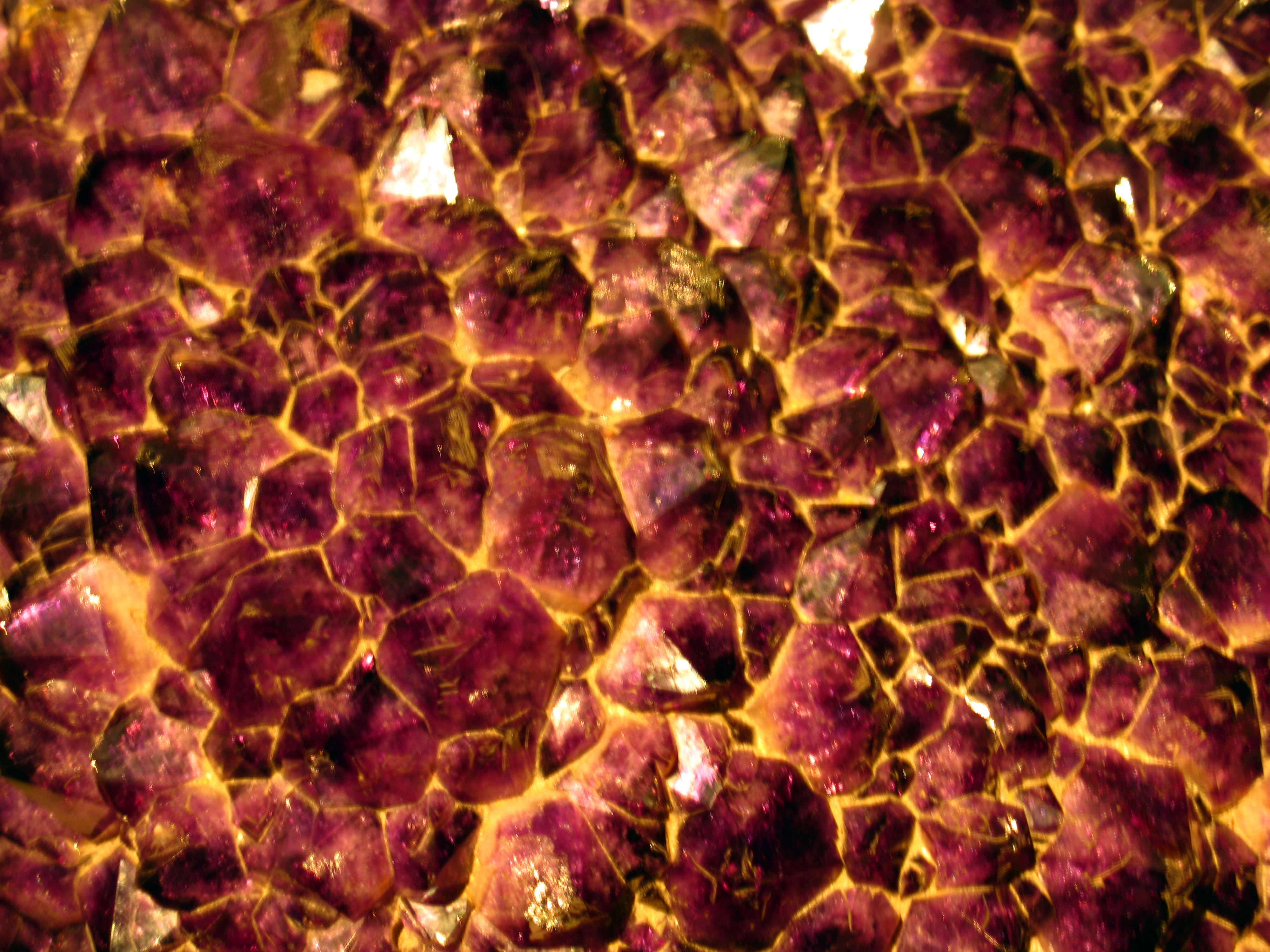
來自馬爾山脈的紫水晶

總長達1500公里的馬爾山脈所派及的範圍包含海岸線附近的一些大島嶼，如伊利亞貝拉和Ilha Anchieta。該山脈以大規模的結晶岩，為此擁有著相當穩固的結構。馬爾山脈大部分的景觀多數早於六千萬年前就已形成。

## 自然歷史
在歐洲發現巴西（1500年）時，馬爾山脈便擁有著豐富多樣的生態系統，主要是由茂密的熱帶雨林組成，這被稱作大西洋沿岸森林。但因多年來的城市化和森林砍伐，使得大多的森林都已遭到破壞，剩下的覆蓋面幾乎在海面陡峭的懸崖上。
國家、州立公園、生態站和保護區都已積極地在保護大西洋沿岸森林及其生物資產，但酸雨、汙染、盜獵者、非法伐木工、山火及城市或農場侵占等緣故仍持續地對該環境造成傷害，特別是位在城市周邊的地區。

### 生態
在該保護區有著1361種動物和1200種植物已獲得註冊，且據巴西環境與可再生自然資源研究所（IBAMA）調查，在保護區當中有一些動物瀕臨絕種的危機，如猴子、樹懶和貘。

## 另見
- 大西洋沿岸森林

## 外部連結
- Serra do Mar - 大不列顛百科全書 （页面存档备份，存于）（英文）

26°00′23″S 48°57′38″W / 26.00639°S 48.96056°W